# 菅原天満宮 (奈良市)

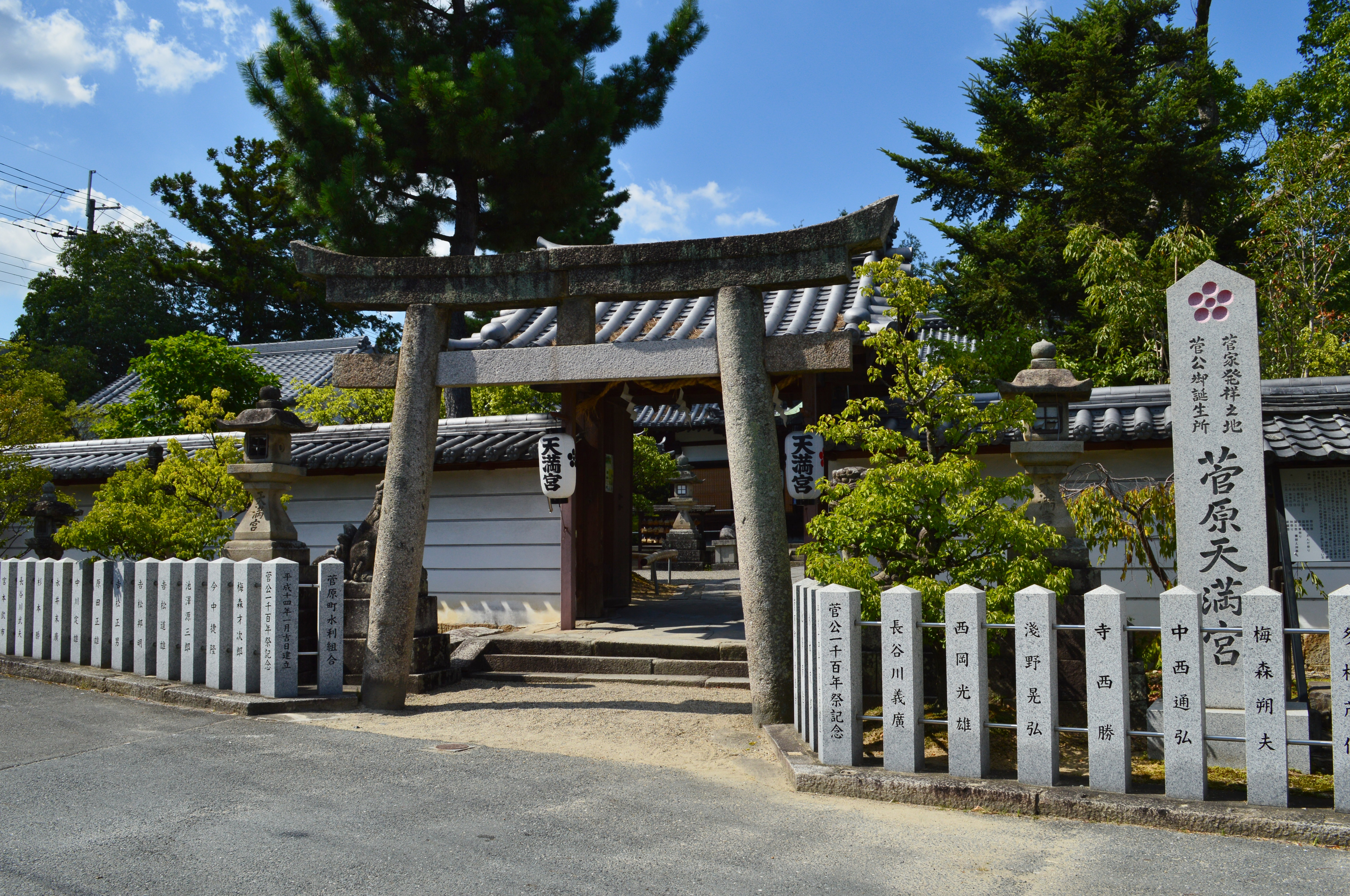
鳥居

菅原天満宮（すがわらてんまんぐう）は、奈良県奈良市菅原東（すがはらひがし）一丁目にある神社。式内社で、旧社格は郷社。「菅原神社（すがわらじんじゃ/すがはらじんじゃ）」とも。古代氏族の土師氏・菅原氏に関係する神社として知られる。

## 祭神
祭神は次の3柱。
- 天穂日命（あめのほひのみこと）
- 野見宿祢命（のみのすくねのみこと）
- 菅原道真公（すがはらのみちざねこう）

延長5年（927年）成立の『延喜式』神名帳での祭神の記載は1座。社伝では、元々の祭神は天穂日命1柱であったが、のち野見宿禰・菅原道真が配祀されて3柱となったという。

### 祭神について
主祭神の天穂日命（アメノホヒ）は、『日本書紀』で「是出雲臣土師連等祖也」と見えるように、古代氏族の土師氏（はじうじ、土師連のち土師宿禰）の祖神になる。土師氏は埴輪・土器の製作や葬礼・陵墓管理にあたる土師部の伴造氏族で、土師氏遠祖になる野見宿禰も『日本書紀』において埴輪伝承が採録される人物になる。この土師氏は、『続日本紀』延暦9年（790年）12月30日条に「四腹」と見えるように4支族から成ることが知られるが、それらは和泉国百舌鳥、大和国菅原、大和国秋篠、河内国志紀郡・丹比郡といういずれも巨大古墳群（百舌鳥古墳群・佐紀古墳群・古市古墳群）の営造地に対応する。そして4支族のうち百舌鳥・菅原・秋篠の3支族は、8世紀末頃にそれぞれ大枝氏（のち大江氏）・菅原氏・秋篠氏と改姓した。
当地の地名である「菅原」はスゲ（菅）の自生地・草原を意味し、元来は平城宮以西の広大な丘陵地域を指した名称とされる。菅原一帯の土師氏支族については、『菅家御伝記』にも「爾来土部氏万葉居菅原伏見邑」として土師氏が居住する旨が記載されている。実際に、一帯では土師氏の存在を裏付ける古墳時代後期の菅原東遺跡埴輪窯跡群（奈良市指定史跡）の存在が知られるほか、菅原神社の信仰圏が土師氏の分布範囲とほぼ一致することも注目される。史書には菅原神社以外にも菅原伏見東陵（垂仁天皇陵）・菅原伏見西陵（安康天皇陵）・菅原寺（現在の喜光寺）の名称が当地の地名に由来するものとして知られるほか、菅原氏の氏名も当地の地名に由来するものとされる。菅原神社の祭祀は、このような菅原の土師氏支族（のちの菅原氏）がその祖神を祀ったことに始まると見られているが、後世に菅原道真の誕生地とする説も生じ、現在は天神信仰の神社として信仰されている。

## 歴史
創建は不詳。前述の通り、菅原の地を本貫（本拠地）とする土師氏支族（のちの菅原氏）が、その祖神を祀ったことに始まると推測される。その後、南西に菅原寺（喜光寺）が創建されるとその鎮守社とされ、菅原神社とも喜光寺天満宮とも呼ばれるようになった。
延長5年（927年）成立の『延喜式』神名帳では大和国添下郡に「菅原神社」と記載され、式内社に列している。
社伝では、文亀年間（1501年 - 1504年）に社殿が兵火にかかったほか、元禄年間（1688年 - 1704年）にも火災にあっている。寛保年間（1741年 - 1744年）に興福寺一乗院宮真敬法親王の命によって再建がなったという。
明治維新後、神仏分離によって喜光寺から独立している。近代社格制度では「菅原神社」として郷社に列した。2002年（平成14年）には「菅原天満宮」に改称している。

## 境内
- 本殿
- 祝詞殿
- 拝殿
- 社務所
- 土蔵
- 筆塚
- 表門
- 境外

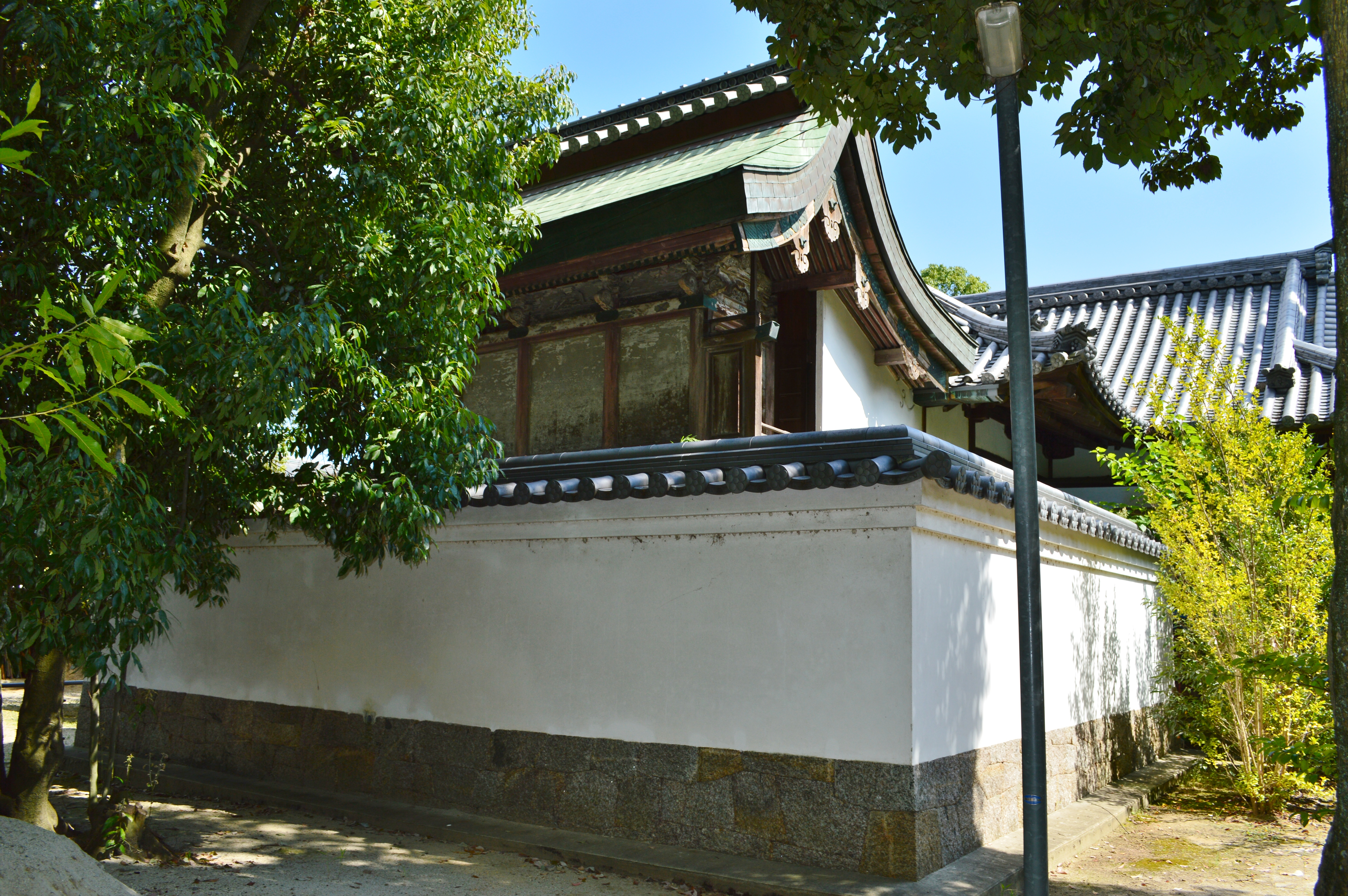
本殿

  - 天神堀 - 菅原道真の誕生池と呼ばれる。

## 摂末社
- 春彦神社 - 祭神：渡会春彦翁神
- 稲荷神社 - 祭神：豊宇気姫神
- 市杵島神社 - 祭神：市杵島姫神

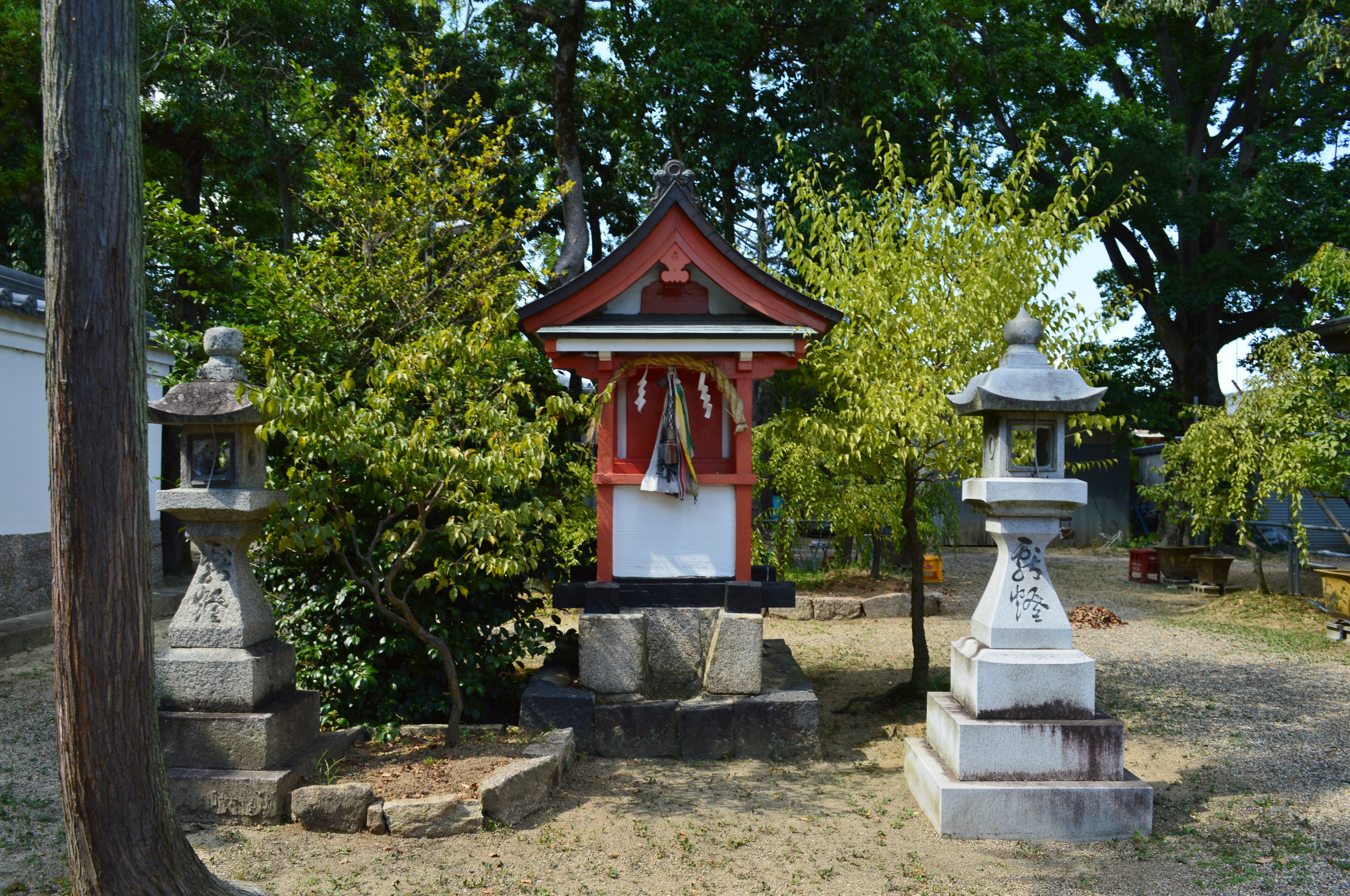
境内社
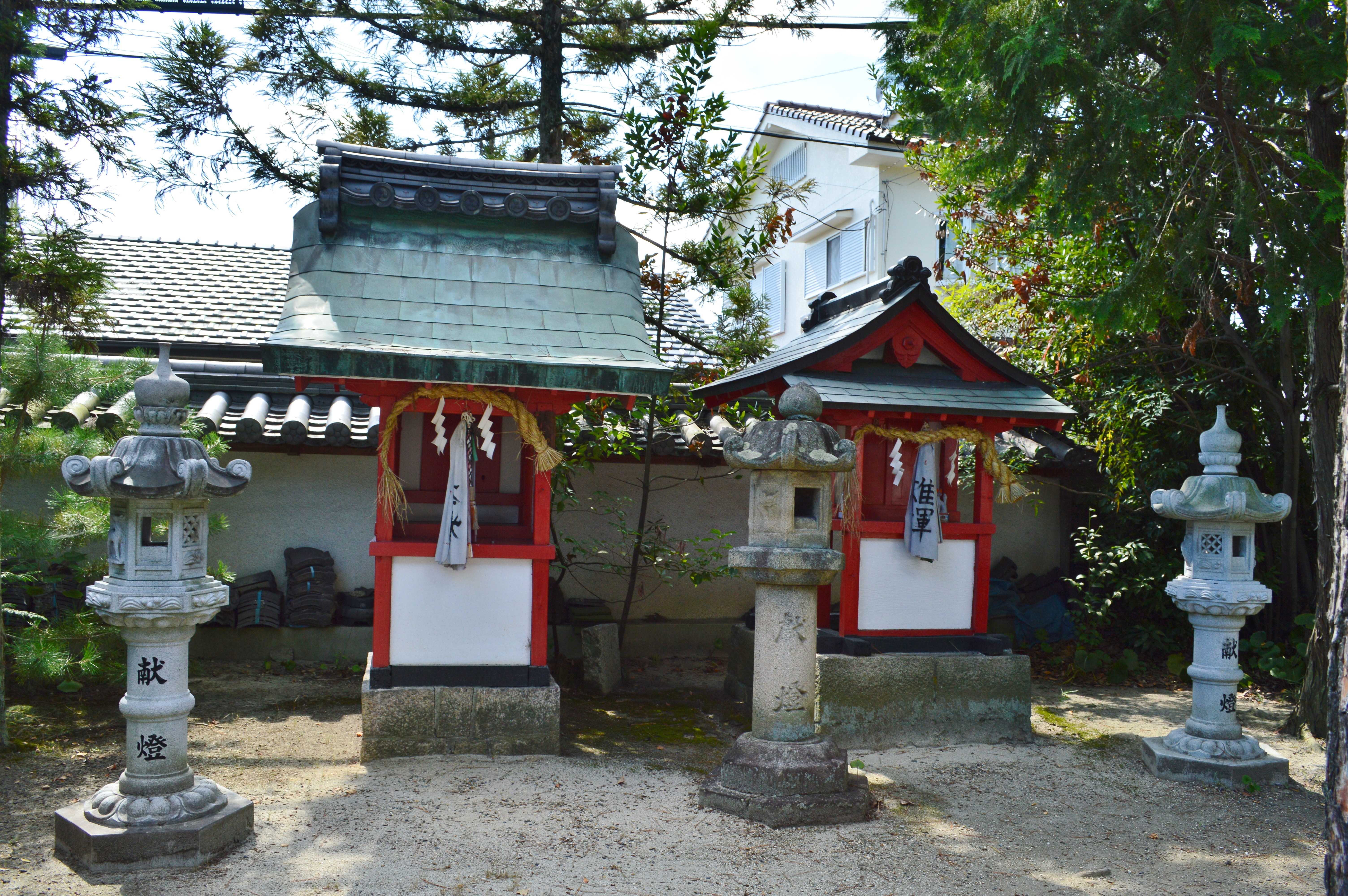
境内社

## 祭事
菅原天満宮で年間に行われる祭事は次の通り。
- 月例祭 （毎月25日）
- 祈年祭（おんだ祭） （2月25日）
- 奈良筆まつり （3月春分日）
- 御誕生祭、鷽替えの神事 （6月25日）
- 例祭 （10月体育の日前日）
- 新嘗祭 （11月25日）

## 文化財

### 奈良市指定有形文化財

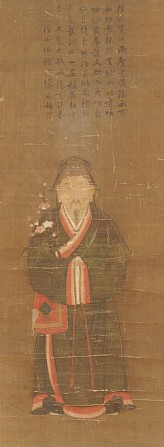
絹本著色渡宋天神像
（奈良市指定文化財）

- 絹本著色渡宋天神像（絵画） - 室町時代の作。奈良国立博物館寄託。平成19年3月6日指定[8]。

## 関係地

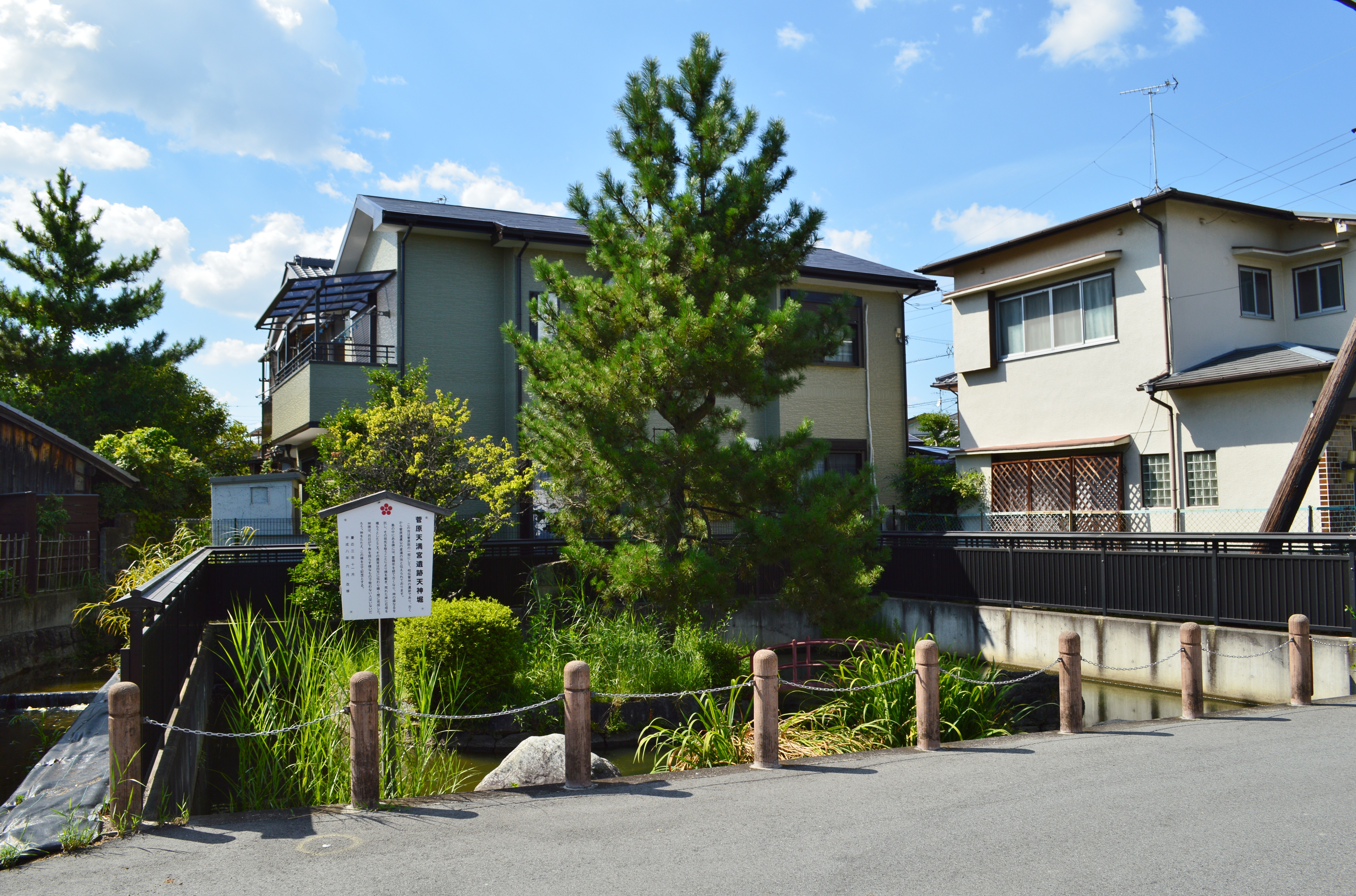
菅原天満宮遺跡天神堀

- 菅原天満宮遺跡天神堀（北緯34度41分8.16秒 東経135度46分47.10秒 / 北緯34.6856000度 東経135.7797500度）

菅原氏の旧館伝承地。後世に菅原道真の出生地とする説が生じ、池は道真の誕生池として信仰されている。

## 現地情報
所在地
- 奈良県奈良市菅原東一丁目15番1号

交通アクセス
- 鉄道
  - 近畿日本鉄道（近鉄）橿原線 尼ヶ辻駅 （徒歩約12分）
  - 近畿日本鉄道（近鉄）京都線・奈良線・橿原線 大和西大寺駅 （徒歩約16分）
- バス
  - 奈良交通バス「菅原天満宮」停留所すぐ、または「阪奈菅原」停留所から徒歩約3分

周辺
- 菅原はにわ窯公園
- 喜光寺 - 旧称「菅原寺」。
- 垂仁天皇 菅原伏見東陵（宝来山古墳）